# Каплун, Адриан Владимирович
Адриан Владимирович Каплун (27 августа 1887, Пермь — 25 апреля 1974, Санкт-Петербург) — русский и советский художник, график, живописец и эстампист.

## Биография
Из многодетной семьи крещеного еврея мещанина Владимира Прохоровича Каплуна (ум. в 1900 г.) и его жены Александры Семеновны.
Учился в Пермском техническом училище (1902—1905), школе рисования А. Шанина и в Строгановском центральном художественно-промышленном училище (1905—1906), Петербургском Центральном училище технического рисования (окончил в 1912). Ведущие педагоги: В. В. Матэ (по гравюре), В. Е. Савинский (по живописи).
Участвует в выставках с 1910 года. Прижизненные персональные выставки — Ленинград (1937, 1938, 1947, 1972), Пермь (1960). С 1922 г. жил в Ленинграде. Принимал участие в международных выставках советского искусства в Берлине и Нью-Йорке.
Член объединений: Пермское общество любителей живописи, ваяния и зодчества; Община художников; Мир искусства; 4 искусства. Преподавал в Пермском художественном техникуме. Ученики: Василий Кобелев, Н. В. Кашина, И. А. Коротков, В. И. Курдов, В. М. Орешников, В. Д. Цельмер и др.
В 1920-е годы, в качестве художника-иллюстратора сотрудничал с журналами Красная панорама и Красная нива. Оформлял и иллюстрировал книги для издательств, был художественным редактором Изогиза. В самом начале 1941 г. в печатной мастерской ИЖСА им. Репина работал над литографской серией «Кавказ времен Лермонтова». Литографированный автором, перед началом войны альбом, так и не был тиражирован (известны только отдельные экземпляры).
Войну провел в блокированном Ленинграде (работал и рисовал плакаты).
Альбомы автолитографий: «Крым» (1922); «Грузия» (1925); «Бухара» (1956). Серия литографий разрушенных пригородов Ленинграда: «Петродворец. Пушкин. Павловск» (1944).
В 1950—1960-е годы провел в многочисленных поездках (в том числе зарубежных). Рисовал и писал маслом, занимался эстампом.

## Музейные коллекции
- Государственная Третьяковская галерея, Москва.
- Государственный музей изобразительных искусств им. А. С. Пушкина, Москва.
- РГАЛИ, Москва.
- Государственный Русский музей, Санкт-Петербург[7].
- Российская национальная библиотека. Санкт-Петербург.
- Пермская государственная художественная галерея[8].
- Чувашский государственный художественный музей[9][10].
- Омский областной музей изобразительных искусств имени М. А. Врубеля.
- Музей изобразительных искусств. (Комсомольск-на-Амуре)[11].
- Удмуртский республиканский музей изобразительных искусств. (Ижевск).